# 帕德絲谷
4°36′S 150°06′W / 4.6°S 150.1°W

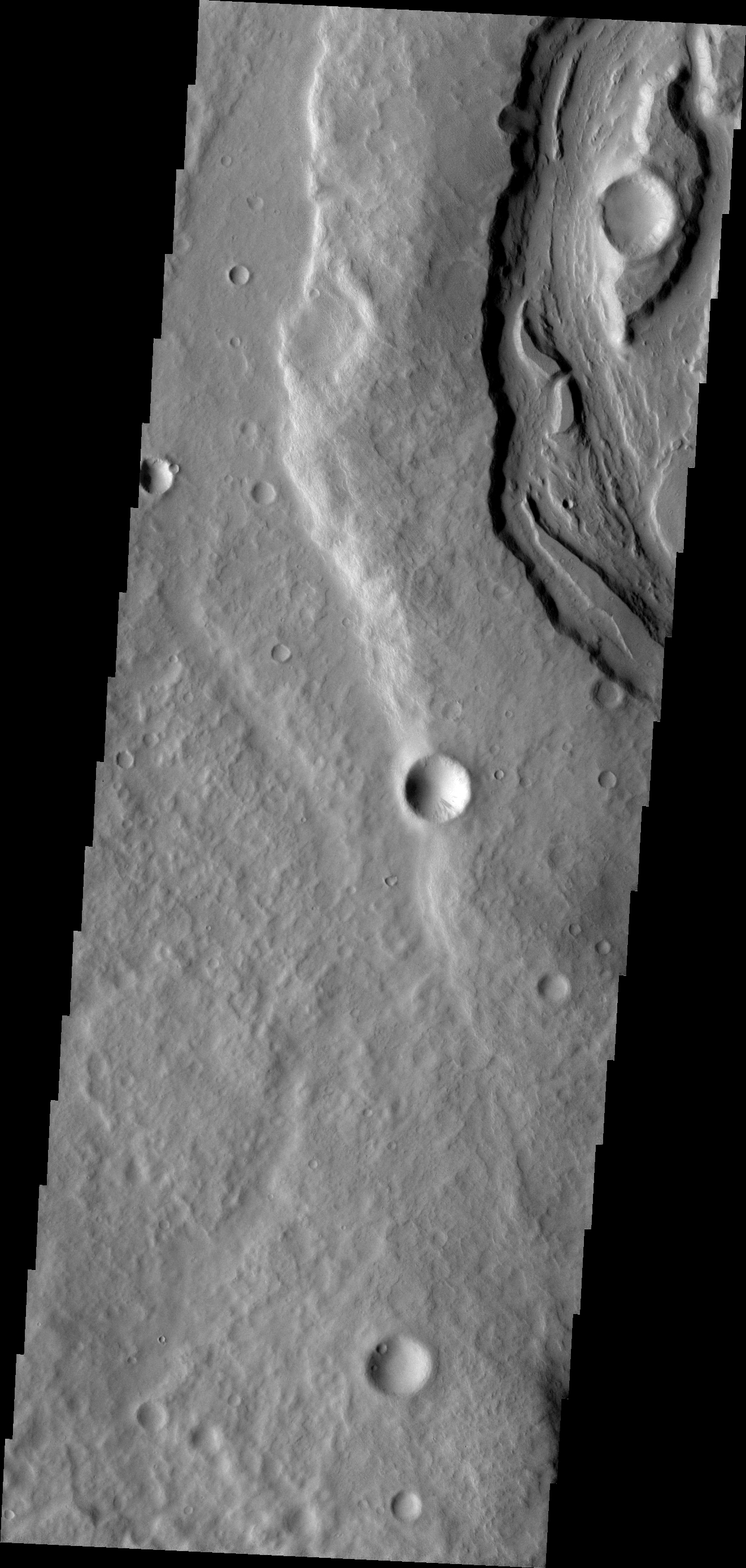
熱輻射成像系統拍攝的帕德絲谷

帕德絲谷（Padus Vallis）是一個位於火星 门农尼亚区的峽谷。該峽谷的方向是進入梅杜莎槽溝層。

## 概要
帕德絲谷的中心座標是4.6°S, 150.1°W，長度46公里，以義大利波河的古名命名。帕德絲峽谷是進入梅杜莎槽溝層的其中一個河谷。

## 圖集

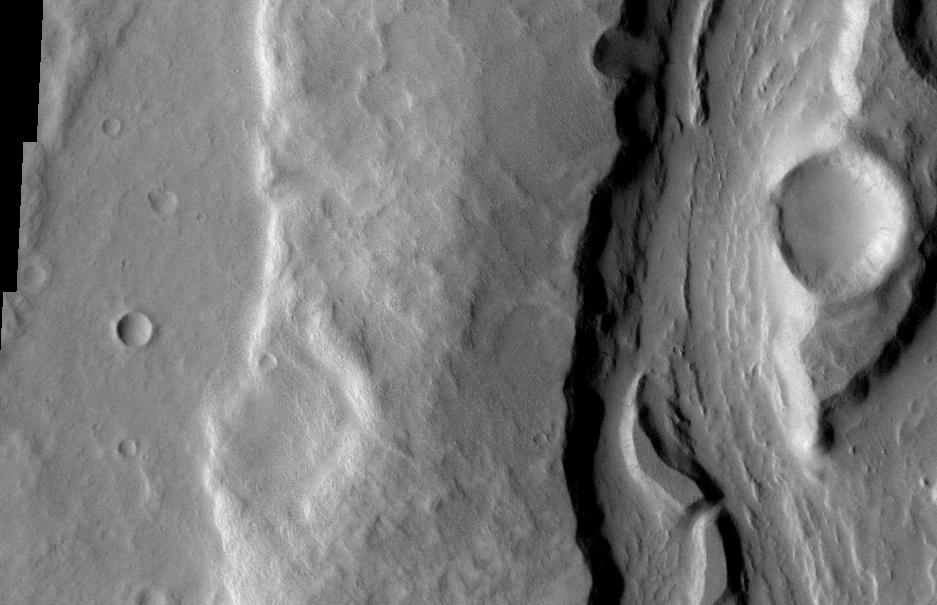
熱輻射成像系統拍攝的帕德絲谷近距離影像。